# John Smith (präst)
John Albrecht Smith, född den 1 april 1849 i Trelleborg, död den 25 september 1928 i Gylle församling, Malmöhus län, var en svensk skolman och präst. Han var far till Arvid, William och Lennart Smith.
Smith blev student vid Lunds universitet 1866 och promoverades till filosofie doktor 1874. Han var kollega vid Trelleborgs lägre allmänna läroverk 1875–1895. Smith prästvigdes 1892 och blev kyrkoherde i Gylle och Kyrkoköpinge församlingar 1893. Han blev emeritus 1924. Smith publicerade Om Sveriges underhandlingar med Frankrike 1792–1796 (akademisk avhandling, 1874).